# Zopherus elegans
Zopherus elegans är en skalbaggsart som beskrevs av Horn 1870. Zopherus elegans ingår i släktet Zopherus och familjen barkbaggar. Inga underarter finns listade i Catalogue of Life.